# Linnés Hammarby

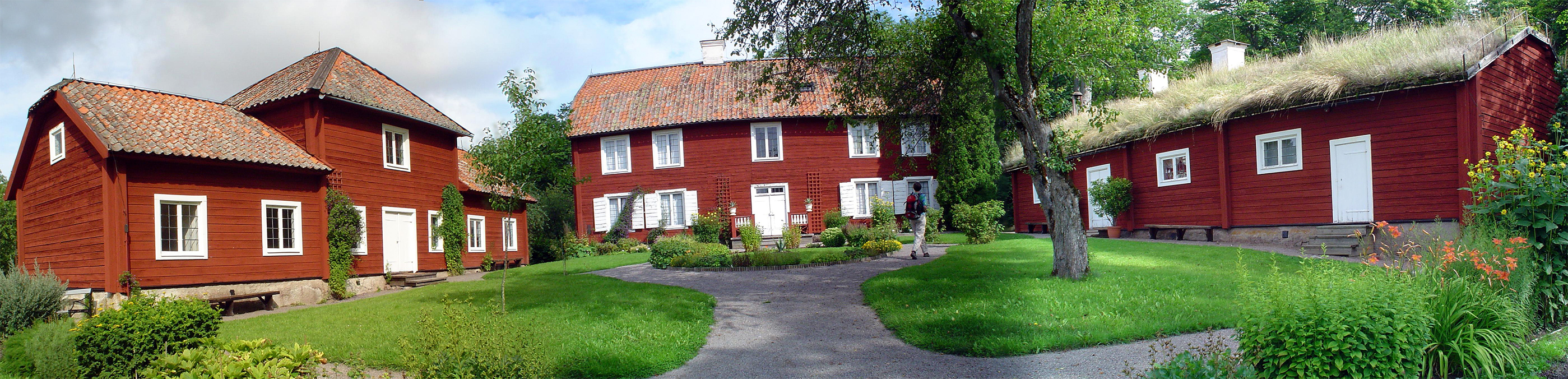
Linnés Hammarby

Linnés Hammarby ist ein Gutshof in der schwedischen Gemeinde Uppsala etwa 15 km südöstlich der Stadt Uppsala.
Hammarby wurde erstmals 1337 urkundlich erwähnt, als der Adlige Olof Styrbjörnsson vom Hause Gren das Gut an den Kanoniker der Kathedrale von Uppsala verkaufte. Durch Verkauf und Erbschaft wechselte der Hof über die Adelsgeschlechter Läma, Stewardt, Gärffelt und von Friesendorff zum Hofjägermeister A. Schönberg. Dieser verkaufte 1758 das Gut sowie das in der Nähe liegende Gut Sävja und neun weitere Grundstücke für 80.000 Taler an Carl von Linné.
Als Linné das Eigentum übernahm, gab es nur die zwei Holzgebäude, die heute die Flügel darstellen. Er ließ zunächst das heutige zweigeschossige Hauptgebäude aus Holz errichten und im hinteren Teil des Gehöftes kam 1769 ein Museum aus Stein dazu. Auch dieses Gebäude, in dem Linné seine Sammlungen verwahrte, ist heute erhalten.
Linné hatte die Gewohnheit, mit seinen Studenten Exkursionen zum Gut Hammarby durchzuführen, wobei auf dem Gut Sävja das Frühstück und auf dem Gut Hammarby das Abendessen eingenommen wurde. Der Hof wird heute von der Universität Uppsala verwaltet und hat seit 1935 den Status eines Byggnadsminne.